# Herdringen
Herdringen ist ein Stadtteil von Arnsberg in Nordrhein-Westfalen mit 3868 Einwohnern.

## Geographie
Der Ortsteil Herdringen liegt südlich der Stadtteile Neheim und Hüsten im nordwestlichen Bereich der Stadt Arnsberg. Vorteilhaft ist die Nähe zu dem Hauptzentrum Neheim und zu dem Nebenzentrum Hüsten. Zwar liegt Herdringen in einer sehr ländlich geprägten Umgebung, dennoch ist der Ortsteil durch das Gewerbegebiet „Wiebelsheide“ auch in dieser Hinsicht ein wichtiger Standort.

## Geschichte

### Geschichte
Die Gründung Herdringens erfolgte wahrscheinlich im 9. Jahrhundert. Damals lag Hustanne (heute: Hüsten) im Grenzgebiet zwischen den Westfalen und den Engern. Damit begann dort eine Rodeperiode, die um 900 n. Chr. abgeschlossen war. Dabei wurden in der Hüstener Mark zahlreiche Orte angelegt, die mit "hausen" endeten. Einer dieser Neugründungen hieß Herdringhausen, welche sich zu einer Gruppensiedlung entwickelte.
Herdringen wurde das erste Mal um 860 n. Chr. urkundlich in Quellen des Klosters Corvey erwähnt.
Es ist unzweifelhaft, dass mit den dort niedergeschriebenen Namen "hetrungun" und "hattrungun" die Siedlung Herdringen gemeint war.
Im Jahre 1376 wurde zum ersten Mal das Rittergut Herdringen, aus dem später das Schloss Herdringen wurde, genannt. Ein Egbert von Herdringen (später genannt Schade) wurde 1196 erwähnt. In der Folge wechselten das Gut und die dazugehörigen Höfe mehrfach den Besitzer. Seit 1618 ist die Familie von Fürstenberg in Herdringen ansässig.

### Eingemeindung
Bis zur Eingemeindung in die Stadt Arnsberg nach den Bestimmungen des Sauerland-Paderborn-Gesetzes war Herdringen eine selbständige Gemeinde im Amt Hüsten, deren Verwaltungsaufgaben von den Städten Arnsberg und Sundern übernommen wurden. Am 1. Januar 1975 wurde Herdringen mit weiteren zwölf Gemeinden in die Stadt Arnsberg eingegliedert.

### Einwohnerentwicklung
| Jahr          | 1858 | 1871 | 1885 | 1895 | 1905 | 1925 | 1933 | 1939 | 1961 | 1970 | 1974 | 2003 | 2007 | 2010 | 2012 | 2013 | 2014 | 2015 | 2016 |
| Einwohnerzahl | 573  | 619  | 766  | 802  | 922  | 1077 | 1134 | 1175 | 1932 | 2734 | 3192 | 4118 | 4127 | 3937 | 3903 | 3862 | 3853 | 3834 | 3822 |

## Politik

### Wappen
| Wappen Herdringen | Blasonierung Von Rot und Gold geteilt, oben ein auf der Teilungslinie wachsendes goldenes T-förmiges Kreuz, an dessen Armen je ein Glöckchen hängt, unten zwei rote Balken. Beschreibung Das Kreuz und die beiden Glöckchen sind Sinnbild des Heiligen Antonius als Kirchenpatron von Herdringen. Die zwei roten Balken auf goldenem Grund sind dem Wappen der Freiherren von Fürstenberg entnommen, die seit 1618 hier ansässig sind. Die amtliche Genehmigung erfolgte am 21. Januar 1965. |

## Sehenswertes

### Schloss Herdringen

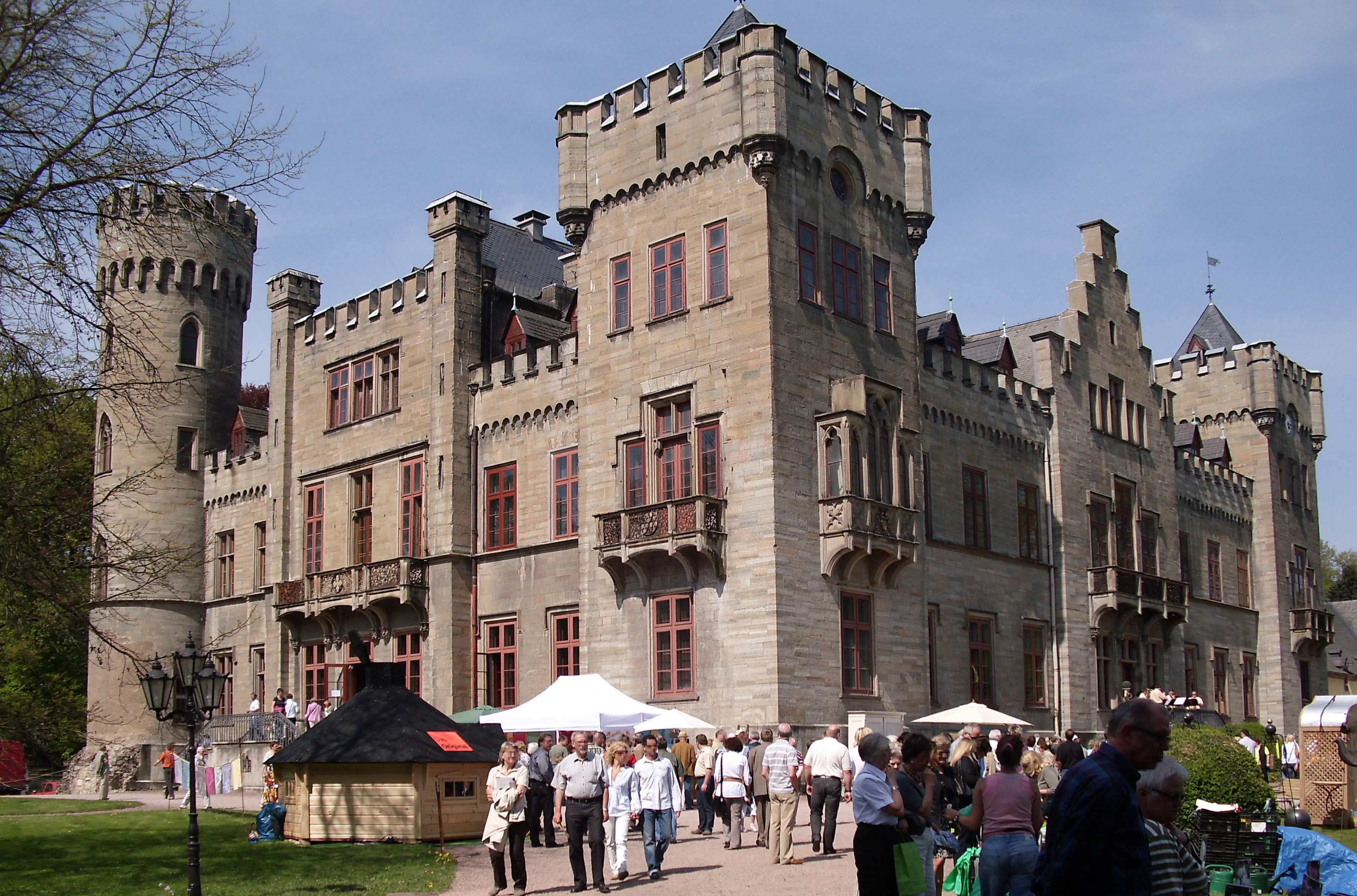
Schloss Herdringen

Der neugotische Teil des Herdringer Schlosses wurde im 19. Jahrhundert nach Plänen des Kölner Dombaumeisters Ernst Zwirner im Stil des englischen „Castle Gothic“ erbaut. Es war der Hauptsitz der Freiherren von Fürstenberg-Herdringen.
Schloss Herdringen gilt als einer der bedeutendsten neugotischen Schlossbauten Westfalens. Die Parklandschaft wurde im 19. Jahrhundert von dem romantischen Landschafts- und Gartengestalter Maximilian Friedrich von Weyhe entworfen.
Die Anlage diente auch als Filmkulisse für die Edgar-Wallace-Filme Der Fälscher von London, Der schwarze Abt und Krupp – Eine deutsche Familie, sowie als Veranstaltungsort für Konzerte mit Peter Fox, Roger Cicero, den Fantastischen Vier oder für einen Auftritt von Atze Schröder. Von 1968 bis 2000 wurde das Schloss als Internat ("Institut Schloss Herdringen", ein privates Aufbaugymnasium, das heute als Privatgymnasium in Iserlohn fungiert) genutzt.

### St. Antonius Einsiedler und St. Vitus
Sehenswert ist auch die Kirche St. Antonius Einsiedler und St. Vitus. 

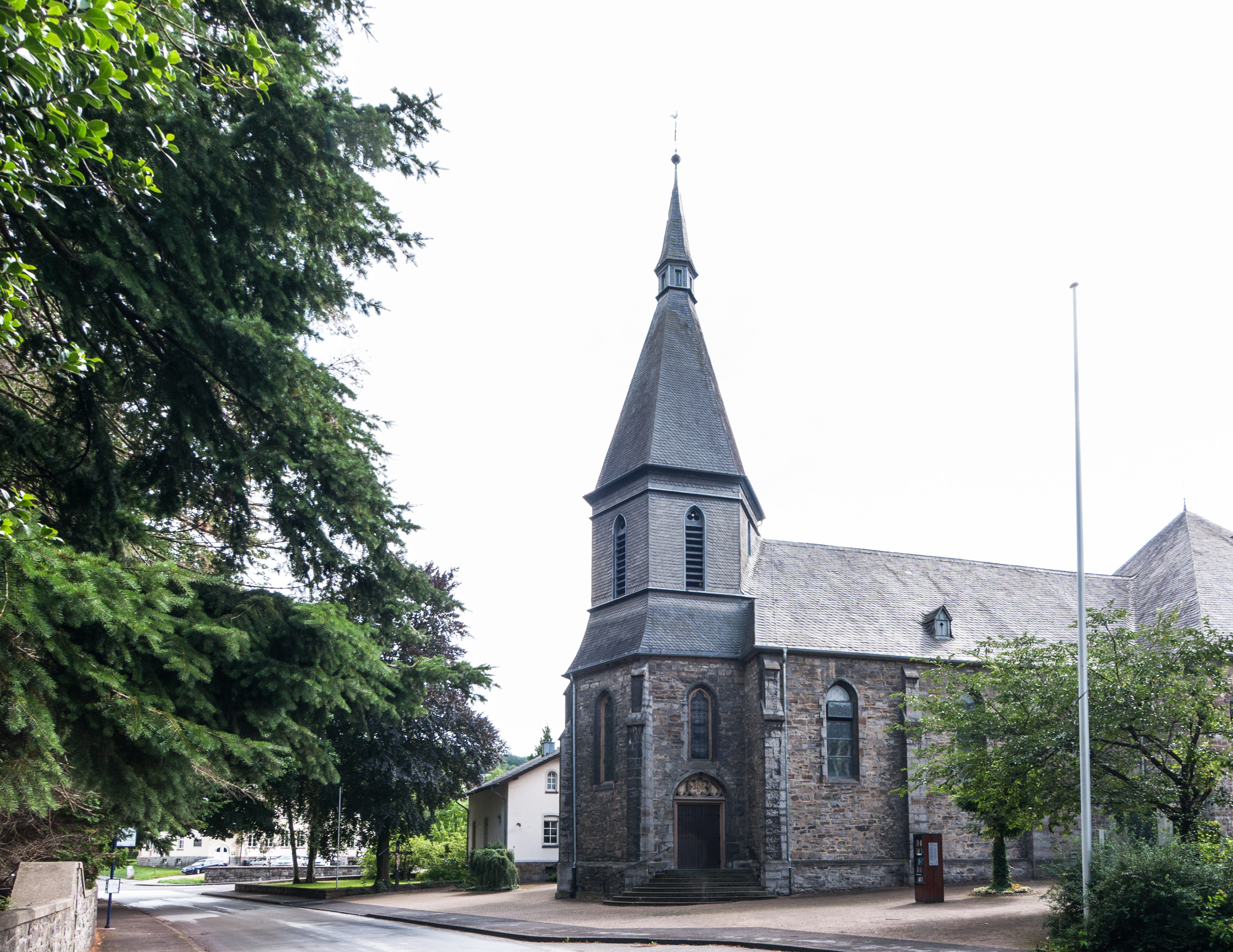
St. Antonius Einsiedler und St. Vitus

### Freilichtbühne Herdringen
Die Freilichtbühne Herdringen ist eine Freilichtbühne mit etwa 850 Plätzen. Zu ihren Besonderheiten zählt das Kinderprogramm.

## Vereine
- SV 1919 Herdringen e. V. (Fußball)
- TC Herdringen (Tennis Club)
- SV Herdringen (Schachverein)
- Spielmannszug Herdringen 1997 e. V.
- MV Herdringen (Musikverein)
- TV Herdringen 1902 (Turnverein)
- Golfclub Sauerland e. V. 1958
- Zucht-, Reit- und Fahrverein Neheim-Hüsten und Umgebung e. V.
- Freilichtbühne Herdringen e. V.
- DPSG Stamm Herdringen
- Schützenbruderschaft St. Antonius Herdringen e. V.
- FORUM HERDRINGEN – ein Arbeitskreis für Dorfgeschichte und -entwicklung e. V.
- Jugend Blas Orchester (JBO)
- KJG Herdringen

## Söhne und Töchter (Auswahl)
- Hugo Franz von Fürstenberg (1692–1755), Domherr in Hildesheim, Paderborn und Münster
- Friedrich Christian von Fürstenberg (1700–1742), Domherr, Propst, kurkölnischer Kabinetts- und Konferenzminister
- Clemens August Ferdinand von Galen zu Assen (1720–1747), Kämmerer und Domherr im Hochstift Münster
- Franz Egon Philipp von Fürstenberg-Herdringen (1789–1832), Fideikommissherr und Politiker
- Franz Egon von Fürstenberg-Stammheim (1797–1859), Großgrundbesitzer, Mäzen und Politiker
- Franz Egon von Fürstenberg-Herdringen (1818–1902), Großgrundbesitzer, Fideikommissherr und Politiker
- Engelbert Egon von Fürstenberg-Herdringen (1850–1918), Fideikommissherr, Politiker, Mitglied im Preußischen Herrenhauses, Pferde-Rennstallbesitzer